# Príncipe Imperial (fragata)
Príncipe Imperial foi uma fragata operada pela Armada Imperial Brasileira. Foi mandada ser construída em Baltimore, Estados Unidos. Teve a quilha batida em julho de 1825 e lançada ao mar em maio de 1826, sendo incorporada em 5 de janeiro de 1827. O primeiro comandante foi o Capitão de Mar e Guerra James Thompson.

## História
A embarcação atracou no Rio de Janeiro em 25 de dezembro de 1826, com o nome provisório de Baltimore. Em 22 de janeiro de 1827 foi renomeada para Príncipe Imperial, sendo enviada para os combates finais da Guerra da Cisplatina (1825-1828). Em 28 de abril de 1828, capturou o navio corsário argentino Honor (ex-mercante brasileiro Ponjuca), que havia sido capturado por outro corsário argentino de nome Patagones. No ano de 1838, foi enviada à Bahia para enfrentar os rebeldes da Revolta Sabinada. Finalmente em 1841, foi transformada em Quartel do Corpo de Imperiais Marinheiros.